# Swiss Open 1958
Die Swiss Open 1958 im Badminton fanden Mitte März 1958 in Lausanne statt. Es war die vierte Austragung der internationalen Titelkämpfe im Badminton in der Schweiz.

## Sieger und Platzierte
| Disziplin    | Gold                    | Silber                    | Bronze                 |
| ------------ | ----------------------- | ------------------------- | ---------------------- |
| Herreneinzel | Günter Ropertz          | Bob Loo                   | Ghislain Vasseur       |
| Herreneinzel | Günter Ropertz          | Bob Loo                   | Paul Ailloud           |
| Dameneinzel  | Julie Charles           | Noëlle Ailloud            | E. Müller              |
| Dameneinzel  | Julie Charles           | Noëlle Ailloud            | Lotti Füller           |
| Herrendoppel | Tom Heden Nish Jamgotch | Bob Loo Pim Seth Paul     | Jean Mermod J. Chavez  |
| Mixed        | Bob Loo Noëlle Ailloud  | Jean Mermod Julie Charles | Tom Heden E. Müller    |
| Mixed        | Bob Loo Noëlle Ailloud  | Jean Mermod Julie Charles | Robert Baldin D. Hegar |

## Finalresultate
| Disziplin    | Sieger                  | Finalist                  | Ergebnis          |
| ------------ | ----------------------- | ------------------------- | ----------------- |
| Herreneinzel | Günter Ropertz          | Bob Loo                   | 15–8, 8–15, 18–16 |
| Dameneinzel  | Julie Charles           | Noëlle Ailloud            | 11–1, 12–11       |
| Herrendoppel | Tom Heden Nish Jamgotch | Bob Loo Pim Seth Paul     | 15–12, 15–5       |
| Mixed        | Bob Loo Noëlle Ailloud  | Jean Mermod Julie Charles | 15–8, 13–15, 15–6 |